# ヴァレリオ・ズルリーニ
ヴァレリオ・ズルリーニ（Valerio Zurlini、1926年3月19日 - 1982年10月28日）は、イタリアの映画監督、脚本家である。

## 略歴
1926年3月19日、イタリアのエミリア・ロマーニャ州ボローニャに生まれる。
1954年、『サンフレディアーノの娘たち』で長編映画監督としてデビュー。1957年にはズルリーニの原作をアルベルト・ラットゥアーダ監督が映画化した『芽ばえ』がナストロ・ダルジェント賞脚本賞を受賞した。
1959年の『激しい季節』を経て、1961年に製作した『鞄を持った女』が第14回カンヌ国際映画祭に出品されたことで最初の成功を収めた。本作はまた、主演のクラウディア・カルディナーレを一躍イタリア映画界のスターダムにのし上げた。
翌1962年、マルチェロ・マストロヤンニを主演に『家族日誌』を製作。第23回ヴェネツィア国際映画祭でサン・マルコ金獅子賞をアンドレイ・タルコフスキー監督の『僕の村は戦場だった』とともに受賞した。
1972年、フランス映画界のスター俳優アラン・ドロンがプロデュースする『高校教師』の監督を担当するも、編集を巡ってドロンと対立を起こした。
1976年、ディーノ・ブッツァーティの小説を映画化した『タタール人の砂漠』でダヴィッド・ディ・ドナテッロ賞の作品賞・監督賞、ナストロ・ダルジェント賞の最優秀作品監督賞を受賞した。
1982年10月28日、ヴェネト州ヴェローナ県ヴェローナで死去。
2013年、修復された『タタール人の砂漠』が第66回カンヌ国際映画祭のカンヌ・クラシックス部門で上映された。

## 監督作品
- サンフレディアーノの娘たち Le ragazze di San Frediano （1954年）
- 激しい季節 Estate violenta （1959年）
- 鞄を持った女 La ragazza con la valigia （1961年）
- 家族日誌 Cronaca familiare （1962年）
- 国境は燃えている Le soldatesse （1965年）
- 右曲がりの土曜日 Seduto alla sua destra （1968年）
- 高校教師 La prima notte di quiete|La prima notte di quiete （1972年）
- タタール人の砂漠 Il deserto dei tartari （1976年）